# Penisa purpurascens
Penisa purpurascens är en fjärilsart som beskrevs av George Francis Hampson 1907. Penisa purpurascens ingår i släktet Penisa och familjen nattflyn. Inga underarter finns listade i Catalogue of Life.